# Vicente Palmaroli
Pour les articles homonymes, voir Palmaroli.
Vicente Palmaroli González (Zarzalejo, Madrid, 5 septembre 1834 - Madrid, 25 janvier 1896) était un peintre espagnol surtout dans le genre historique.

## Biographie
Son père était le lithographe italien, Gaetano Palmaroli. Il étudia à l'Académie royale des beaux-arts de San Fernando et de 1857 à 1866, il vit à Rome pour compléter sa formation. Un an plus tard, il alla à l'Exposition universelle de 1867 à Paris : le peintre Jean-Louis-Ernest Meissonier fut une grande influence pour ses tableaux postérieurs.
Il fut académicien de San Fernando, directeur de l'Académie|espagnole à Rome et du Musée du Prado (1893-1896).